# Dawid Ossipowitsch Bebutow

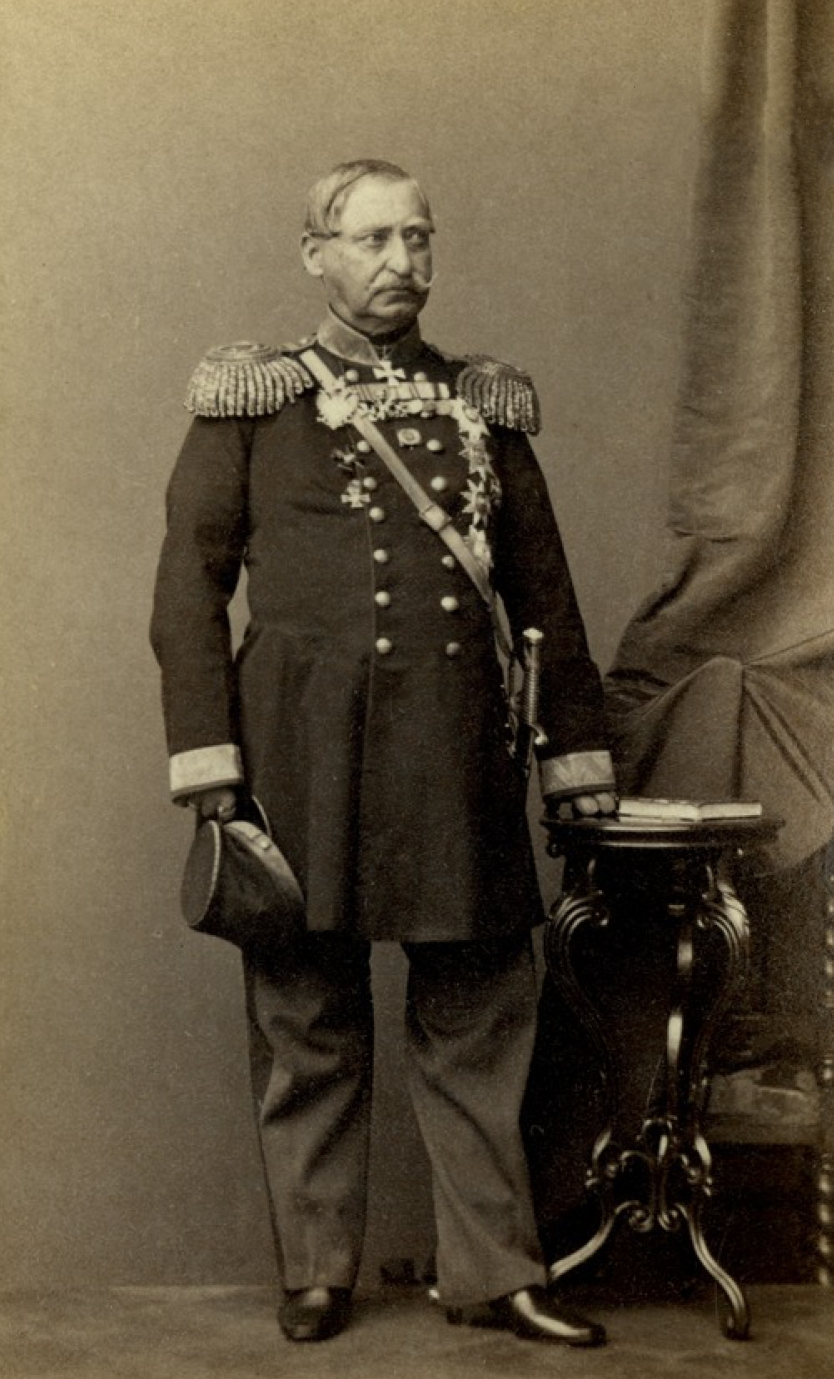
David Bebutow (1865)

Dawid Ossipowitsch Bebutow (russisch Давид Осипович Бебутов; * 1793; † 22. März 1867 in Warschau) war ein russischer General armenischer Herkunft.
Dawid Bebutow, ein Bruder des Generals Wassili Ossipowitsch Bebutow, kämpfte unter Paskewitsch in Polen, Ungarn und vor der Festung Silistra als Befehlshaber der kaukasischen Reiterregimenter. Er wurde 1856 Generalleutnant und 1861 Kommandant von Warschau, wo er 1867 starb.